# Ziua Internațională a Voluntariatului

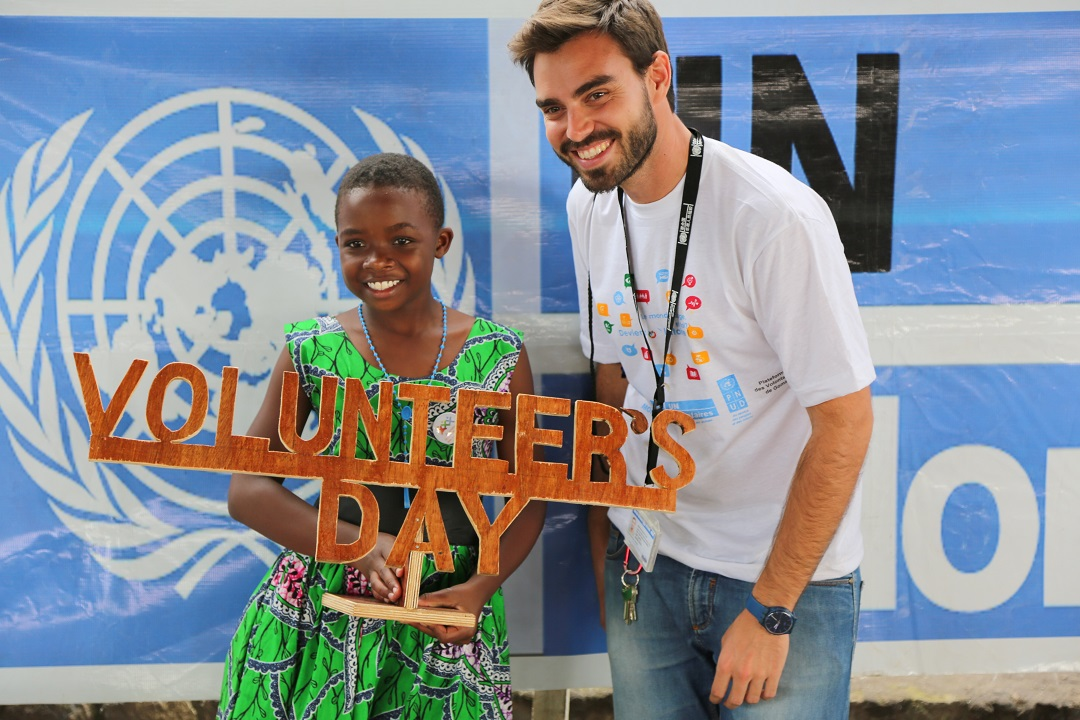
A schoolgirl in Congo presents a sculpture commemorating International Volunteer Day to one of the United Nations volunteers.

Ziua Internațională a Voluntarilor pentru Dezvoltare Economică și Socială (5 decembrie), denumită mai frecvent Ziua Internațională a Voluntarilor (IVD), este o sărbătoare internațională mandatată de Adunarea Generală a ONU în 1985. Oferă o oportunitate pentru organizațiile și persoanele care implică voluntari pentru a promova voluntariatul. Cu această ocazie guvernele pot să încurajeze sau să sprijine eforturile de voluntariat și de recunoaște a contribuțiilor acestora la atingerea Obiectivelor de Dezvoltare Durabilă(ODD) la nivel local, național și internațional.
Ziua Internațională a Voluntariatului este sărbătorită de multe organizații neguvernamentale , societatea civilă și sectorul privat, printre altele. De asemenea, este marcat și susținut de Programul Voluntarii Națiunilor Unite(UNV).
UNV coordonează o campanie de promovare a IVD în fiecare an, pornind de la impactul pe care voluntarii îl au în comunități, la nivel național și global, pentru pace și dezvoltare. 

## Prezentare
Ziua Internațională a Voluntarilor este o șansă pentru voluntari individuali, comunități și organizații de a-și promova contribuțiile la dezvoltare la nivel local, național și International. Ziua Internațională a Voluntarilor este recunoscută și de Organizația Națiunilor Unite (ONU) fapt pentru care este o oportunitate unică pentru oameni și organizațiile care implică voluntari de a lucra cu agenții guvernamentale, instituții non-profit, grupuri comunitare, mediul academic și sectorul privat.
Ziua Internațională a Voluntarilor pentru Dezvoltare Economică și Socială a fost adoptată de Adunarea Generală a Națiunilor Unite prin Rezoluția A/RES/40/212 la 17 decembrie 1985.
În 2012, ca răspuns la experiențele și recomandările în continuă evoluție, programul Voluntarii Națiunilor Unite (UNV) a condus o Strategie de cinci ani pentru Ziua Internațională a Voluntariatului, cu scopul de a o face mai recunoscută la nivel global și deținută de la bază.
Celebrarea Zilei Internaționale a Voluntarilor (IVD) și temele
IVD este sărbătorită în fiecare an în peste 80 de țări anual. Site-ul IVD primește aproximativ 50.000 de vizualizări de pagini în fiecare an, cu aproximativ 150 de povești postate care evidențiază peste 50.000 de voluntari, fotografii și videoclipuri ale sărbătorilor din întreaga lume.
- IVD 2021 – „Fă voluntar acum pentru viitorul nostru comun”

- IVD 2021 se concentrează pe factorii de decizie mai mult decât în trecut. Este important să se integreze voluntarii și spiritul de voluntariat în strategiile naționale și globale de implementare pentru a atinge ODD-urile și a construi o lume incluzivă. Prin voluntariat, oamenii iau măsuri pentru a-și îmbunătăți viața și viața celor din jur. Prin urmare, tema campaniei din acest an este „Voluntariat acum pentru viitorul nostru comun”.[3].

IVD 2020 – „Împreună putem prin voluntariat”
IVD 2020 a subliniat recunoștința pentru voluntari și eforturile lor în timpul pandemiei de COVID-19.

## Un accent pe parteneriat și dezvoltare

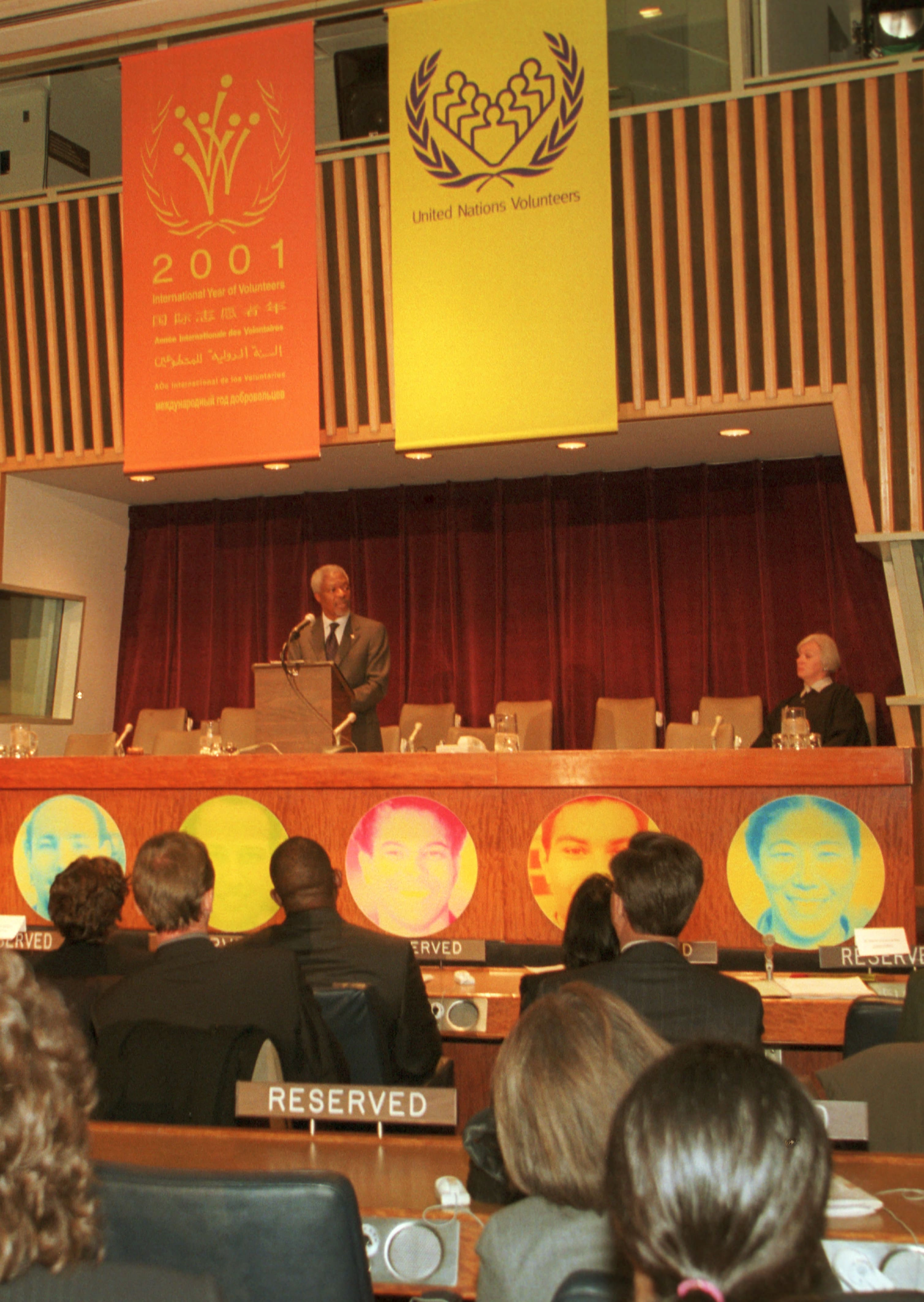
Kofi Annan speech on the International Year of Volunteers 2001

UN Volunteers, local volunteers, volunteer-involving organizations, youth organizations, and UN agencies attending the 2017 International Volunteer Day celebration in Nepal

De-a lungul anilor, Ziua Internațională a Voluntarilor a fost folosită în mod strategic: multe țări s-au concentrat pe contribuțiile voluntarilor la atingerea Obiectivelor de Dezvoltare Durabilă, un set de ținte limitate în timp pentru a combate sărăcia, foamea, bolile, sănătatea, degradarea mediului și egalitatea de gen [1]. 
Ziua Internațională a Voluntarilor (IVD) celebrează voluntarii activi și atrage noi voluntari în nord și în sud, cu un accent special pe promovarea cooperării Sud-Sud .
Organizarea Zilei Internaționale a Voluntarilor este, în general, rezultatul unui parteneriat între sistemul ONU, guverne, organizații care implică voluntari și persoane implicate. Reprezentanți din mass-media sau mediul academic, fundații, sectorul privat, grupuri religioase și organizații sportive și recreative sunt adesea implicați.
Adunarea Generală a invitat guvernele să celebreze anual, la 5 decembrie, Ziua Internațională a Voluntarilor pentru Dezvoltare Economică și Socială (rezoluția 40/212 din 17 decembrie 1985) și le-a îndemnat să ia măsuri pentru a crește gradul de conștientizare a contribuției importante a voluntarilor. serviciu, stimulând astfel mai mulți oameni din toate categoriile sociale să își ofere serviciile ca voluntari, atât în țară, cât și în străinătate.
Adunarea Generală a Națiunilor Unite, prin rezoluția sa 52/17 din 20 noiembrie 1997, a proclamat anul 2001 Anul Internațional al Voluntarilor(IYV). Anul a fost conceput pentru a promova recunoașterea voluntarilor, a le facilita munca, a crea o rețea de comunicare și a promova beneficiile serviciului voluntar.
În 2001, Anul Internațional al Voluntarilor, Adunarea Generală a adoptat un set de recomandări cu privire la modalitățile în care guvernele și sistemul Națiunilor Unite ar putea sprijini voluntariatul și a cerut ca acestora să li se ofere o largă diseminare (rezoluția 56/38 din 5 decembrie 2001).
În mod tradițional, de Ziua Internațională a Voluntariatului (5 decembrie), UNV solicită nominalizări și lansează Premiul UNV pentru Voluntariat Online. Un juriu format din reprezentanți UNV și experți externi în voluntariat și cooperare pentru dezvoltare analizează nominalizările și selectează câștigătorii.
Programul Voluntarii Națiunilor Unite (UNV) invită cetățenii din întreaga lume să se inspire din poveștile câștigătorului și să participe la votul global pentru câștigătorul lor favorit. Echipa care obține cele mai multe voturi este anunțată ca favorită a publicului de Ziua Internațională a Fericirii.
Scopul premiului este de a recunoaște contribuțiile voluntarilor online la atingerea Obiectivelor de Dezvoltare Durabilă, de a prezenta numeroasele moduri în care voluntarii online pot consolida capacitățile organizațiilor și de a demonstra diferența pe care voluntarii o pot face în proiectele de pace și dezvoltare prin împărtășirea lor. timp, abilități și expertiză prin Internet.

## Câștigătorii premiilor pentru voluntariat online UNV
2002
- Adedoyin Onasanya (Nigeria) - HORIZON International (SUA)
- Angelica Hasbun (Costa Rica) - Persoane cu dizabilități Uganda (Uganda)
- Cynthia Holland (Canada) - Reach Out International (SUA/Guatemala)
- Javier Wilson (Nicaragua) - Societatea Bazinului Nilului (Canada)
- Joanne K. Morse (SUA) - Christian Rural Aid Network (Ghana)
- Laurie Moy (SUA) - Persoane cu dizabilități Uganda (Uganda)
- Natalya Korobeynyk (Ucraina) - Gardarika (Federația Rusă)
- Paula Santos Vizcaino (Uruguay) - La Leche League International (SUA)
- Terry Rosenlund (SUA) - Grupul Proiectului de Intervenție/Prevenire a SIDA din Kenya (KAIPPG) (Kenya/SUA)
- Yvonne Swain (SUA) - Centrul de credință vizionar pentru biruitori (Kenya) / Învățare și dezvoltare Kenya (Kenya).

2017
- Echipa Grupa Avicultura Lulu Ileho - Zuzana Filipova
- Echipa Asociației Tineretului Simuka Africa - Bianca Dayrit
- Echipa Comitetului Paralimpic Internațional - Keon Richardson
- Echipa Fundației Elefant Roșu - Alka Mann, Luqman Mani, Prathyusha Munjuluri
- Echipa UNICEF Global Inovation Center - Anamaria Cabrera Rodriguez, Claudia Lisette Ramirez Monterrosa, Emmanuelle Grandaud, Loïc Druenne, Lorena Belenky, Nouriatou Ntieche, Paula Alejandra Ballesteros Campos.